# 紅白対抗ドレミファ大作戦
『紅白対抗ドレミファ大作戦』（こうはくたいこうドレミファだいさくせん）は、1970年10月30日から1971年4月16日まで日本テレビ系列局で放送されていた日本テレビ製作のクイズ番組である。その後も1971年4月23日から同年10月15日まで『ドレミファ学園』（ドレミファがくえん）と題して放送されていた。放送時間は毎週金曜 19:30 - 20:00 （日本標準時）。

## 概要
ゲスト歌手が歌う曲のタイトルと歌手名をレギュラー陣が当てたり、レギュラー陣がゲストとともにコントを行ったりしていた番組で、いずれも沢田研二が司会を務めていた。
解答者は一般からの参加者と芸能界からの参加者による混成で、毎回男女8人ずつ、合計16人が参加していた。参加者は紅白のチームに分かれ、まずチーム別にクイズ合戦を行った後、双方で一番成績の良かった解答者が1人ずつ1対1の決勝戦に挑戦。優勝者には「音楽博士号」の称号と賞金が与えられた。
『ドレミファ学園』への改題リニューアル後には、架空の学校「ドレミファ学園」を舞台にしたクイズを行うようになり、同時に紅白対抗戦形式から個人戦形式に変更された。優勝賞品と賞金は不変。

## 出演者

### 司会
- 沢田研二

### レギュラー
- ザ・ワイルドワンズ
- ゴールデン・ハーフ - 『ドレミファ大作戦』時代のみに出演。
- ザ・シュークリーム（ホーン・ユキなどが居たグループ） - 『ドレミファ学園』時代のみに出演。

## 補足
- 「巨人の星か、タイガーマスクか、世紀の対決!?」と銘打った1971年1月1日放送分（『ドレミファ大作戦』時代）では、読売ジャイアンツの選手がゲスト出演した。
- 「芸能人親子大会」と銘打った1971年7月9日放送分（『ドレミファ学園』時代）では、コメディアンである初代林家三平と古今亭志ん朝と青空あきお、そして声優のはせさん治が、各々の子供（九代目林家正蔵や長谷有洋など）を連れてゲスト出演した。
- 『ドレミファ学園』最終回では、司会の沢田とザ・シュークリームが参加した「紅組」とザ・ワイルドワンズが参加した「白組」による対戦が行われた。対戦後、ワイルドワンズはステージ上でグループの解散を発表し、デビュー曲である「想い出の渚」を歌って最後を締め括った。

## 放送局
特記の無い限り全て放送時間は金曜 19:30 - 20:00、同時ネット。
- 日本テレビ（制作局）
- 札幌テレビ[1]
- 青森放送[2]
- テレビ岩手[2]
- 秋田放送[3]
- 山形放送[4]
- ミヤギテレビ[5]
- 福島テレビ[5]
- 新潟総合テレビ：水曜 19:00 - 19:30[6]
- 北日本放送[7]
- 北陸放送[7]
- 福井放送[7]
- 信越放送[8]
- 山梨放送[9]
- 静岡放送[9]
- 名古屋テレビ[10]

- よみうりテレビ[11]
- 日本海テレビ[12]
- 西日本放送[13]
- 広島テレビ：月曜 19:00 - 19:30[13]
- 山口放送[14]
- 四国放送[15]
- 南海放送[14]
- 高知放送[14]
- 福岡放送[16]
- 長崎放送[16]
- テレビ大分[17]
- 熊本放送[16]
- 宮崎放送[18]
- 南日本放送[18]
- 沖縄テレビ[19]